# Kreolsprache
Eine Kreolsprache, kurz Kreol (Neutrum, unüblicher Plural: Kreols) oder auch Kreolisch (ohne Plural) genannt, ist eine Sprache, die in der Situation des Sprachkontakts aus mehreren Sprachen entstanden ist, wobei oft ein Großteil des Wortschatzes der neuen Sprache auf eine der beteiligten Kontaktsprachen zurückgeht. Nach dem Prozess der Kreolisierung unterscheidet sich die Kreolsprache von den beteiligten Ausgangssprachen deutlich in der Grammatik, oft auch im Lautsystem. In manchen Fällen entwickelt sich durch einen Prozess des Sprachausbaus eine Kreolsprache zu einer Standardsprache. Viele Kreolsprachen sind im Kontext der europäischen Kolonialisierung im 17. und 18. Jahrhundert und dem damit einhergehenden Sklavenhandel entstanden.
Die Kreolsprache mit den meisten Sprechern ist das Haitianisch-Kreolisch, es wird von mehr als zehn Millionen Menschen gesprochen.

## Etymologie
Die Bezeichnung Kreolsprache geht auf das lateinische Wort creare (dt. „erzeugen“) zurück, das im Portugiesischen zu criar wurde (im Sinne auch von „ein Kind aufziehen“). Das davon abgeleitete Partizip criado konnte sowohl „eine aufgezogene Person“ als auch „ein Bediensteter, der im Haushalt geboren wurde“ bedeuten. Der zugehörige Diminutiv Crioulo bezog sich dann im brasilianischen Portugiesisch auf einen Sklaven, der schon in der neuen Welt geboren wurde. Die Bedeutung weitete sich aus auf in Amerika geborene Nachfahren von Europäern. Die Bezeichnung Crioulo für Menschen wurde schließlich auf die von den Gruppen verwendete Sprache ausgeweitet. Die Bezeichnung Crioulo wurde schließlich auch als Lehnwort in andere europäische Sprachen übernommen, so z. B. Spanisch criollo, Französisch créole und Deutsch Kreolen (für die Menschen) bzw. Kreolsprache (für die Sprache).

## Definition, Merkmale und Abgrenzung zu Pidgins
„Kreolsprachen auf portugiesischer, englischer, französischer oder niederländischer Grundlage sind ein Produkt der europäischen Expansion im 17. und 18. Jahrhundert.“ Eine Kreolsprache ist eine Kontaktsprache zwischen zwei oder mehr Sprachen und wird von einer Sprachgemeinschaft als Muttersprache gesprochen, oft in der Regel von Menschen, deren Vorfahren die geografischen und sozialen Bindungen zu ihrer ursprünglichen Sprache verloren haben. Solche sozialen Bedingungen waren häufig das Ergebnis von Verschleppungen einer großen Zahl von Menschen im Rahmen des Sklavenhandels. In der Regel geht ein Großteil des Wortschatzes der neuen Sprache auf eine der beteiligten Kontaktsprachen zurück, häufig die Sprache der dominanten Gruppe im Sprachkontakt, der sogenannten Superstratsprache.
Kreolsprachen werden in der Regel von Pidgin-Sprachen abgegrenzt, einer reduzierten Sprachform, die mit minimalem Wortschatz und vereinfachter Grammatik rein zur Kommunikation zwischen zwei unterschiedlichen Sprachgruppen dient, häufig z. B. zu Zwecken des Handels oder zur Kommunikation zwischen Sklaven und Sklavenhaltern. Wenn ein Pidgin nicht mehr als Fremdsprache von einer Sprachgemeinschaft gesprochen wird, sondern zur Muttersprache einer heranwachsenden Generation wird, wird es eine Kreolsprache. Neben dem Kriterium, dass eine Kreolsprache eine Muttersprache sein muss, gibt es noch weitere Merkmale, die Kreolsprachen auszeichnen. Im Gegensatz zu Pidgins haben Kreolsprachen einen weit umfangreicheren Wortschatz, eine regelbasierte Aussprache und eine ausgebaute Grammatik.
„Alle Kreols weisen gewisse Gemeinsamkeiten auf, die sie untereinander ähnlich und von ihren Superstratsprachen verschieden erscheinen lassen. Nicht jedes Merkmal kommt in allen Kreols in genau der gleichen Form vor, obwohl es eine Anzahl von Erscheinungen gibt, die sehr typisch sind.“ Sie zeichnen sich in der Phonologie, der allgemeinen Morphosyntax, dem Verbalsystem und dem Lexikon ab. Das sind z. B. SVO-Wortfolge, die präverbale Markierung von Negation, Tempus und Modus sowie Serialverbkonstruktionen. Kreolsprachen „besitzen [also] eine regelmäßige und einfache Grammatik und eine feste Wortstellung, vermeiden alle einigermaßen schwierigen Lautverbindungen [und] begünstigen die Zweisilbigkeit“. Jared Diamond schreibt: „Gegenüber Pidgin-Sprachen zeichnen sich kreolische Sprachen durch ihr umfangreicheres Vokabular, ihre wesentlich kompliziertere Grammatik und die Einheitlichkeit des  Sprachgebrauchs aus.“
Nicht alle Linguisten denken, dass Kreolsprachen allein auf der Basis ihrer sprachlichen Struktur definiert werden können, sondern es müssen auch soziolinguistische Kriterien hinzugezogen werden. „Sprachexterne Faktoren […] sind bei den Kreolsprachen von besonderer Bedeutung, da die Andersartigkeit dieser Sprachen einzig und allein soziolinguistisch begründet werden kann.“

## Entstehungstheorien
Zur Entstehung der Kreolsprachen wurden eine Reihe von Theorien in der Sprachwissenschaft entwickelt. Diese Theorien werden in der Sprachwissenschaft kontrovers diskutiert. Jede Theorie hat ihre Vertreter, aber es ist weitgehend Konsens, dass keine der vorgebrachten Theorien die Entstehung von Kreolsprachen zufriedenstellend erklären kann. Von Teilen der Sprachwissenschaft werden diese Theorien dort, wo sie sich ergänzen, auch in Kombination akzeptiert.

### Substrattheorie
Nach der Substrattheorie beziehen Kreolsprachen ihren Wortschatz vorwiegend von der Sprache, deren Sprecher zur dominanten gesellschaftlichen Gruppe gehören (meist die Kolonialmächte). Diese Sprache wird als Lexifier oder auch Superstrat bezeichnet und bildet die Basis der Kreolsprache. Den Gegenpart bildet die Sprache, von der grundlegende grammatische Strukturen übernommen werden – das Substrat, in der Regel die Sprache der unterdrückten Gruppe, die gezwungen ist, sich mit der dominanten gesellschaftlichen Gruppe zu verständigen.

### Vereinfachung
Einige Sprachwissenschaftler, darunter der Soziolinguist Charles A. Ferguson, haben die These vorgebracht, dass bei der Entstehung von Pidgin- und Kreolsprachen Vereinfachung eine Rolle gespielt haben könnte. So weisen Ferguson und andere Linguisten darauf hin, dass Eltern ihre Sprache vereinfachen, wenn sie mit Kleinkindern sprechen (sogenannter Baby-Talk). Dazu reduzieren sie die Komplexität der Grammatik, unter anderem lassen sie die Flexion bei Verben weg. Ähnliches gilt, wenn Menschen ihre Sprache gegenüber Gruppen vereinfachen, von denen sie glauben, dass diese nicht in der Lage seien, sie gut zu verstehen, z. B. Ausländer (foreigner talk) oder Schwerhörige. Die These der Vereinfachung geht davon aus, dass bei der Entstehung von Pidgin- und Kreolsprachen ähnliche Vorgänge wie bei Baby-Talk abliefen: Die dominante gesellschaftliche Gruppe, z. B. die Kolonialherren, sprachen in vereinfachter Form mit den kolonialisierten Gruppen.
Es bestand auch kein Interesse, die Sprache in ihrer ganzen Komplexität zu vermitteln. Zu dem mangelnden Interesse an der Sprachvermittlung einerseits „kommt [andererseits] die mögliche Ablehnung des korrekten Erlernens der neuen Sprache aus dem Bewusstsein heraus, die eigene Identität zu bewahren oder gar die eigene Sprache und Kultur als wertvoller zu erachten.“ Mit der Simplifizierung des Substrats kann jedoch die Bildung neuer Regeln einhergehen, was nach Hattiger ein Kriterium für die Bildung einer Kreolsprache sein kann. So hat sich aus dem (wegen seiner raschen Verbreitung unter einer in den 1960er Jahren noch gering alphabetisierten Bevölkerung) wenig standardisierten ivorischen Französisch das Nouchi entwickelt.
Gegen diese Theorie der Vereinfachung ist unter anderem vom Linguisten Derek Bickerton vorgebracht worden, dass die Vereinfachung vor allem die Entstehung von Pidgin-Sprachen erklären soll, diese aber sich keineswegs durch eine, wie behauptet, systematisch vereinfachte Flexion der Verben auszeichnet. Dies sei nur bei Kreolsprachen der Fall, während Pidgins in ihren grammatischen Mustern eher chaotisch sind.

### Bioprogramm
Der US-amerikanische Linguist Derek Bickerton hat unter anderem in seiner Publikation Roots of Language von 1981 eine Theorie zur Entstehung von Kreolsprachen vorgeschlagen, die unter dem Begriff „Bioprogramm“ in die sprachwissenschaftliche Diskussion eingegangen ist. Bickerton weist darauf hin, dass Kreolsprachen sich durch viele Gemeinsamkeiten auszeichnen, darunter die Verwendung von doppelter Negation oder Eigenheiten bei der Verwendung von Artikeln, Fragewörtern und Passivkonstruktionen.
Bickerton argumentiert, dass sich diese Gemeinsamkeiten nicht erklären lassen, wenn man nur von einer Entstehung der Kreolsprachen auf der Basis von Pidgins ausgehe. Stattdessen, so Bickerton, müsse man davon ausgehen, dass die von ihm beschriebenen Eigenarten der Kreolsprachen dadurch entstehen, weil Kinder eine angeborene Universalgrammatik haben. Die Theorie der Universalgrammatik geht auf den Linguisten Noam Chomsky zurück, der annimmt, dass Kinder ein angeborenes System von sprachlichen Prinzipien haben, mit dem sie Sprache auch trotz fehler- oder lückenhaftem sprachlichem Input perfekt erwerben können. Während des Spracherwerbs verarbeiten Kinder den inadequaten Input ihrer Eltern, die ein Pidgin als Fremdsprache sprechen, und entwickeln mit Hilfe der Universalgrammatik daraus ihre Erstsprache, die Kreolsprache. Kinder greifen also auf eine Art Bioprogramm zurück.
Die Linguistin Iris Bachmann verweist noch darauf, dass das Bioprogramm auch die Unterschiede zwischen Pidgins und Kreolsprachen erkläre: „Alle strukturverändernden Eingriffe am Sprachsystem werden in eine [bestimmte…] Phase des Wachstums gelegt“. Die Muttersprache sei in ihren natürlichen Strukturen erworben und wird anschließend nur noch in der immer selben Form reproduziert. Im Erwachsenenalter könne man schlicht Sprachen nicht mehr so einwandfrei erlernen wie im Kindesalter. Die Ergebnisse seien mehr oder weniger „defizitär, wie man an den eingeschränkten Grammatikstrukturen der Pidgin sehen könne“.
Bickertons These des Bioprogramms erregte sowohl innerhalb der Kreolistik als auch in anderen Disziplinen wie der Spracherwerbsforschung und in der Kognitionswissenschaft einiges Aufsehen und wurde kontrovers diskutiert. Während einige Linguisten Bickertons These einer gemeinsamen Kreolsyntax oder eines Kreolprototypen folgten, wollten andere Linguisten die Substratthese oder die Diffusionstheorie als Erklärung für Gemeinsamkeiten zwischen Kreolsprachen nicht völlig von der Hand weisen.

### Monogenetische Entstehung
Die monogenetische Theorie geht von der Entstehung aller Pidgin- und Kreolsprachen aus einem gemeinsamen Ursprung aus. Die Theorie besagt, dass Ähnlichkeiten zwischen spanisch-basierten Kreolsprachen auf den Philippinen und Indo-Portugiesisch auf die Herkunft aus einem portugiesischen Pidgin – einer Handelssprache ähnlich „Sabir“, der Lingua Franca im Mittelmeerraum – zurückgeführt werden könnten. Bekannterweise beziehen Kreolsprachen jedoch ihren Wortschatz nicht nur aus dem Portugiesischen, sondern aus verschiedenen (hauptsächlich europäischen) Sprachen. Dieser Umstand wurde damit erklärt, dass das portugiesische Proto-Pidgin im Laufe der Kolonialgeschichte, in der viele Kolonien wiederholt ihre Staatszugehörigkeit wechselten, relexifiziert wurde. Das kann man gut am Papiamentu-Beispiel sehen, das häufig als Beweis für die Möglichkeit der Relexifizierung angeführt wird. Papiamentu besitzt einen gemischten, spanisch-portugiesisch-basierten Wortschatz, wobei angenommen wird, dass er ursprünglich portugiesisch war und im Laufe der Zeit spanisch relexifiziert wurde.

### Polygenetische Entstehung
Nicht alle Linguisten akzeptieren die Theorie der Monogenese der Kreolsprachen, sondern gehen davon aus, dass Pidgin- und Kreolsprachen unabhängig voneinander entstanden sind (polygenetische Entstehung). Es besteht also kein gemeinsamer Ursprung der Kreolsprachen. Schuchardt vertrat die Annahme, dass Kreolsprachen aus der Notwendigkeit heraus durch vorsätzliche Kreation der europäischen Kolonialherren entstanden. Die besiegte Bevölkerung hat die europäische Sprache mehr schlecht als recht zu übernehmen versucht, sei es auf freiwilliger oder auf erzwungener Basis. Für Schuchardt sind alle im betreffenden Gebiet gesprochenen Sprachen in unterschiedlicher Weise an der Entstehung von Kreolsprachen beteiligt. Der Begriff der „unabhängigen parallelen Entwicklung“ (Robert A. Hall) beschreibt, wie gleiche Prozesse gleiche Ergebnisse bei unterschiedlichen Startpunkten produzieren.

### Kreolisches Kontinuum
Einige Linguisten haben bemerkt, dass die Unterschiede zwischen z. B. den eigenständigsten Varianten des Jamaikanischen Kreolisch und den Varianten, die am nächsten an das Standardenglisch sind, sich nicht so sehr in Aussprache und Wortschatz, sondern vor allem in ihrer Grammatik unterscheiden. Es gäbe ein Kontinuum von Varianten, mit einer Variante, dem Akrolekt, der am nächsten zum Standardenglisch ist, über einen Mesolekt bis hin zu einem Basilekt, der am weitesten vom Standardenglisch oder Superstrat entfernt ist. Die Basilekt-Varianten finden sich typischerweise eher in ländlichen Gegenden und unter den Ungebildeten, während der Akrolekt eher von den besser gebildeten und höheren sozialen Klassen gesprochen wird. Diese Theorie geht davon aus, dass es kein Pidgin gibt, aus dem sich Kreolsprachen entwickelt haben, sondern betrachtet Kreolsprachen als besonders weitgehende Varianten ihrer Ursprungssprache.

### Romanische Sprachen als Kreolsprachen
Von einigen Linguisten ist die These vorgebracht worden, dass auch romanische Sprachen Kreolsprachen seien. Schon die Sprachpuristen des 17. Jahrhunderts betrachteten die romanischen Sprachen als Mischsprachen. Philipp von Zesen sah Französisch dem Wortschatz nach als eine Mischung der „Hauptsprachen“ Deutsch und Latein an. Johann Michael Moscherosch klassifizierte generell: „Wälsche [romanische] Sprachen sind Bastart Sprachen.“. Die spätere Sprachwissenschaft blieb bis ins 19. Jahrhundert bei dieser Auffassung. „Erst die allmähliche Durchsetzung der historisch-vergleichenden Methode führte dazu, dass der Prozess des Sprachwandels als ein systematischer, innerer Vorgang der Sprache verstanden wurde.“
Aber die Theorie der Sprachmischung blieb bestehen. Einer der Vertreter war Hugo Schuchardt. Seiner These zufolge gibt es keine dominierende Sprache, aus der eine untergeordnete Sprache (Kreol) hauptsächlich hervorginge. Kreolsprachen bezögen in ihrer Substanz nicht indo-europäische Sprachen, sondern ihre Grammatik würde von der je verschiedenen indigenen Sprache bestimmt. „Für Schuchardt [besteht] die Einwirkung der Sprachmischung nicht darin […], dass grammatische Formbildungselemente eins zu eins in die andere Sprache übertragen werden, sondern dass bei großen Unterschieden […] Neubildung[en] stattfinde[n]“.

## Die Akzeptanz des Kreolischen als Sprache
Pidgins und Kreolsprachen wurden lange nicht als Sprachen, sondern nur als „schlechte“ Varianten ihrer europäischen Ursprungssprachen betrachtet, was sich auch in der Namensgebung für viele der Pidgins und Kreole widerspiegelte, z. B. broken English oder bastard Portuguese. Erst im 19. Jahrhundert erkannte die Sprachwissenschaft Pidgins und Kreolsprachen als eigenständige Sprachen an, die auch eine intensive Erforschung wert sind. Mit der Etablierung der sprachwissenschaftlichen Disziplin der Kreolistik entstand ein ganzer Forschungszweig, der sich der systematischen Beschreibung der Pidgin- und Kreolsprachen widmete und auch Theorien zur Entstehung dieser Sprachen entwickelte.
Auch wenn Kreolsprachen als Sprachen in der Sprachwissenschaft längst anerkannt und die Verwendung von Kreolsprachen als Verständigungsmittel der breiten Bevölkerung in vielen Ländern gelebte Realität ist, war das soziale und politische Prestige der Kreolsprachen lange häufig niedrig und die Akzeptanz von Kreolsprachen als Sprache in Bildung, Verwaltung oder Medien kaum gegeben. Dies änderte sich mit den sozialen und politischen Umbrüchen in vielen ehemaligen Kolonien in der zweiten Hälfte des 20. Jahrhunderts.
Statt der Sprachen der ehemaligen europäischen Kolonialmächte werden zunehmend Kreolsprachen für z. B. Zeitung oder Film sowie an Schulen und Universitäten verwendet. In Papua-Neuguinea z. B. wird die Kreolsprache Tok Pisin als Sprache in Parlament und nationalem Fernsehen benutzt. In einigen Ländern wurden eine standardisierte Schrift und Bildungsmaterialien entwickelt, wie etwa Wörterbücher und Grammatiken, um die Kreolsprache des Landes als Unterrichtssprache in den Schulen einführen zu können.
In Haiti beispielsweise sprechen 90 % der Bevölkerung ausschließlich Haitianisch-Kreolisch. Die Sprache hat bereits seit dem 19. Jahrhundert eine Literaturtradition und wird zunehmend auch in politischen und religiösen Publikationen benutzt. 1979 wurde ferner für das Haitianisch-Kreolisch die Rechtschreibung normiert, um es als Unterrichtssprache in den ersten vier Schuljahren nutzen und Lesen und Schreiben darin unterrichten zu können. Dahinter stand die Hoffnung, den massiven Analphabetismus des Landes bekämpfen zu können (20 % im Jahr 1984). Linguisten haben ferner den Wortschatz und die Grammatik der Sprache erforscht.
Ähnliche Entwicklungen sind in anderen Ländern zu beobachten. In einem von Ursula Reutner geführten Interview berichtet die Sprachwissenschaftlerin Annegret Bollée, wie ihre Arbeit dazu beigetragen hat, dass Kreol, die Kreolsprache auf den Seychellen, als Sprache auch von der Allgemeinheit stärker anerkannt und als Medium der Alphabetisierung in den Schulen des Landes eingeführt wurde:

„Auf den Seychellen gab es die ständige Diskussion, die auch aus anderen Gebieten bekannt ist: Das Kreol ist keine Sprache, […] weil es keine Grammatik hat. […] Das vordergründige Argument war eben, das Kreol hat keine Grammatik. Nun ja, dann habe ich eine geschrieben und auch veröffentlicht, das war […] 1977, und das hat doch ziemlich Eindruck gemacht. Ich wurde im Radio interviewt und konnte nun sagen: ‚Le créole est une langue, parce que voilà la grammaire‘. [Kreol ist eine Sprache, denn hier ist die Grammatik dazu.] In dem Moment, wo sie gedruckt vor aller Augen erschienen ist, konnte man das dann akzeptieren. Und ich denke, wenn ich persönlich überhaupt etwas bewirkt habe, dann eigentlich das, also das Bewusstsein dafür zu schaffen, dies ist eine Sprache, sie hat eine Grammatik und man kann sie studieren, man kann sie beschreiben, man kann auch ein Wörterbuch abfassen – das kam dann 1982. Das ist doch – glaube ich – recht wichtig für die Sprachpolitik gewesen, denn 1982 wurde in der Tat das Kreol in der Schule als Medium der Alphabetisierung eingeführt.“

In einigen Ländern sind Kreolsprachen Kandidaten für offizielle Sprachen des Landes; auch hier ist das Haitianisch-Kreolisch ein Beispiel einer Kreolsprache, die inzwischen Amtssprache des Landes ist.

## Dekreolisierung und Hyperkreolisierung
Wenn sich Kreolsprachen durch dauernde Kontakte oder Ausweitung der Schulbildung grammatisch wieder an die Sprache annähern, aus der sie ihr Vokabular bezogen haben, kann eine engere Sprachverwandtschaft neu entstehen. Das ist z. B. der Fall, wenn die Nutzung der Kreolsprache nur geringes Sozialprestige verspricht und gleichzeitig die Herkunftssprache als prestigereiche Bildungssprache von immer mehr Menschen erlernt wird. Diesen Vorgang nennt man Dekreolisierung oder Entkreolisierung. Beispiele sind Krio in Sierra Leone und Englisch oder louisianisches Kreolisch und Französisch. Als Konsequenz der Dekreolisierung kommt es häufig zu aggressiven und nationalistischen Reaktionen gegen die Standard- bzw. Bildungssprache, da die Kreolsprecher auf der Anerkennung der ethnischen Identität ihrer Gemeinschaft bestehen und die Standardsprache als ein Symbol des Kolonialismus ansehen. Solche Reaktionen können zu einem deutlich veränderten Sprachverhalten in Form einer Rekreolisierung oder Hyperkreolisierung führen. Das African American English in den USA durchlief alle Phasen von der Kreolisierung während der Versklavung über die anpassende Dekreolisierung nach dem amerikanischen Bürgerkrieg bis zur selbstbewussten Hyperkreolisierung der letzten Jahrzehnte.

### Einführungen und Überblicke
- Norbert Boretzky: Kreolsprachen, Substrate und Sprachwandel. Harrassowitz, Wiesbaden 1983.
- John Holm: An Introduction to Pidgins and Creoles. Cambridge University Press, Cambridge 2000, ISBN 0-521-58581-3.
- Claire Lefebvre: Creoles, their Substrates, and Language Typology. John Benjamins Publishing Company, Amsterdam u. a. 2011, ISBN 978-90-272-0676-3.
- Suzanne Romaine: Pidgins and Creoles. In: Alexander Berg, Laurel J. Brinton (Hrsg.): The History of English. Band 5: Varieties of English. De Gruyter Mouton, Berlin/Boston 2017, ISBN 978-3-11-052279-2, S. 385–402.
- Mark Sebba: Contact Languages. Pidgins and Creoles. Macmillan Press, Basingstoke 1997, ISBN 0-333-63023-8.

### Spezialliteratur
- Iris Bachmann: Die Sprachwerdung des Kreolischen. Eine diskursanalytische Untersuchung am Beispiel des Papiamentu. Gunter Narr Verlag, Tübingen 2005, ISBN 3-8233-6146-5.
- Angela Bartens: Die iberoromanisch-basierten Kreolsprachen: Ansätze der linguistischen Beschreibung. Peter Lang, Frankfurt am Main u. a. 1995, ISBN 3-631-48682-0.
- Annegret Bollée: Beiträge zur Kreolistik. Annegret Bollée. Herausgegeben sowie mit Vorwort, Interview, Schriftenverzeichnis und Gesamtbibliographie versehen von Ursula Reutner als Festgabe für Annegret Bollée zum 70. Geburtstag. Helmut Buske Verlag, Hamburg 2007, ISBN 978-3-87548-478-6.
- Adrienne Bruyn: Grammaticalization in Creoles: the Developement of Determiners and Relative Clauses in Sranan. IFOTT, Amsterdam 1995, ISBN 90-74698-21-2.
- Louis Jean Calvet: Linguistique et Colonialisme. Petit Traité de Glottophagie. Payot, Paris 1974.
- Jacqueline Knörr: Kreolisierung versus Pidginisierung als Kategorien kultureller Differenzierung: Varianten neoafrikanischer Identität und Interethnik in Freetown/Sierra Leone. LIT Verlag, Münster u. a. 1995, ISBN 3-8258-2318-0.
- Véronique Lacoste, Christian Mair (Hrsg.): Authenticity in creole-speaking contexts (= Themenheft der Zeitschrift für Anglistik und Amerikanistik. Jg. 60, Nr. 3). Königshausen & Neumann, Würzburg 2012, ISBN 978-3-8260-5094-7.
- Jürgen Lang: Les langues des autres dans la créolisation. Théorie et exemplification par le créole d'empreinte wolof à l'île Santiago du Cap Vert. Narr, Tübingen 2009.
- John H. McWhorter: The Missing Spanish Creoles. Recovering the Birth of Plantation Contact Languages. University of California Press, Berkley u. a. 2000, ISBN 0-520-21999-6.
- Steve Pagel: Spanisch in Asien und Ozeanien. Peter Lang Verlag, Frankfurt am Main 2010, ISBN 978-3-631-60830-2.
- Matthias Perl, Armin Schwegler: América negra: panorámica actual de los estudios lingüísticos sobre variedades hispanas, portuguesas y criollas. Vervuert Verlag, Frankfurt am Main, Iberoamericana, Madrid 1998, ISBN 3-89354-371-6 (Vervuert), ISBN 84-88906-57-9 (Iberoamericana).
- Suzanne Romaine: Germanic Creoles. In: The Germanic Languages. Hrsg. von Ekkehard König und Johan van der Auwera. Routledge, London / New York 1994, ISBN 0-415-05768-X, S. 566–603.
- Leslie B. Rout: The African Experience of Spanish America: 1502 to the present Day. Cambridge University Press, Cambridge 1976.
- Sarah G. Thomason: A Typology of Contact Languages. In: Holm, John, Susanne Michaelis (Hrsg.): Contact Languages. Critical Concepts in Language Studies Bd. II. Routledge, London u. a. 2009, ISBN 978-0-415-45607-4, S. 45.
- Robert C. West: The Pacific Lowlands of Colombia. Louisiana State University Press, Baton Rouge 1957.